# Eumorpha megaeacus
Espèce
Eumorpha megaeacus est une espèce d'insectes lépidoptères de la famille des Sphingidae, sous-famille des Macroglossinae, de la tribu des Philampelini et du genre Eumorpha.

## Description
L'envergure varie de 105 à 121 mm. La face dorsale est foncée et peut être distinguée des autres espèces d'Eumorpha par la présence d'une bande brune longitudinale, bien que mal définie, qui s'étend parallèlement à la marge arrière de la base de l'aile sur le dessus de l'aile antérieure.

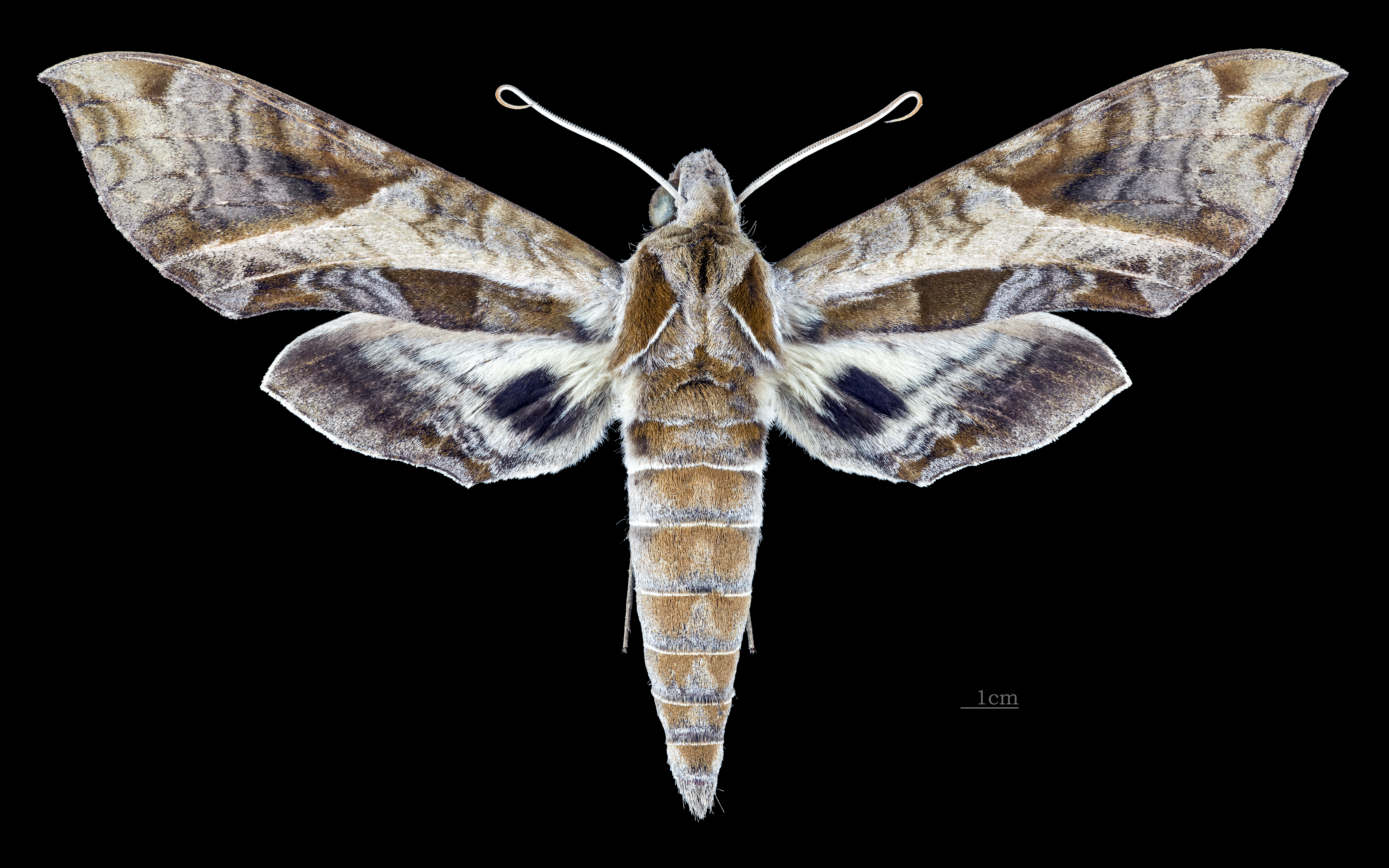
Face dorsale de la femelle (coll.MHNT)
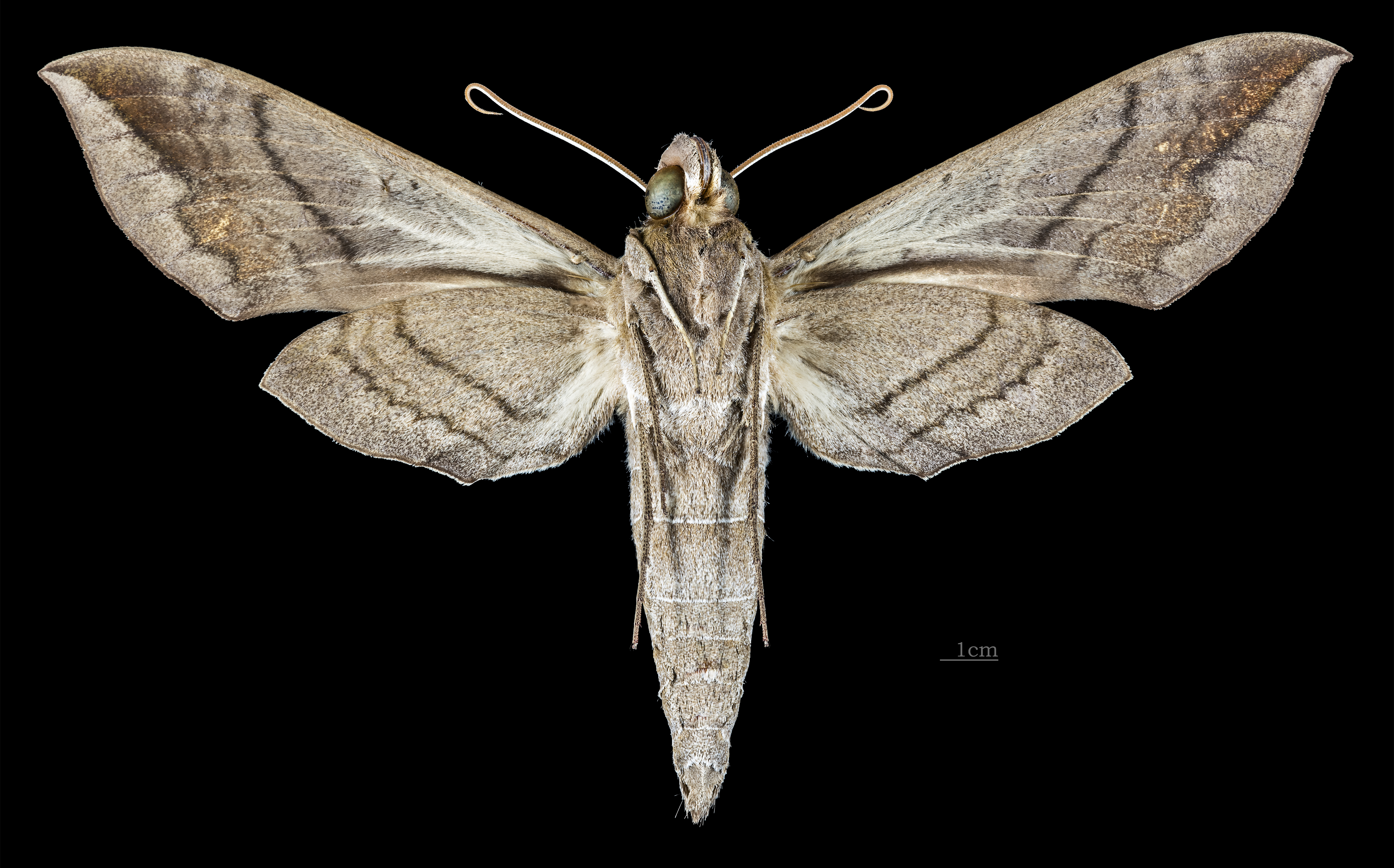
Revers de la femelle (coll.MHNT)

## Distribution
L'espèce est connue dans la plus grande partie de l'Amérique centrale et de l'Amérique du Sud : Suriname, Venezuela, Guyane, Équateur, le sud du Brésil, en Bolivie jusqu'au Nicaragua, au Costa Rica et au Mexique.

## Biologie
- Les chenilles se développent sur des plantes grimpantes du genre Jussiaea  et d'autres espèces d'Onagraceae.
- Les chrysalides sont souterraines.
- Les adultes volent de février à mars, de mai à juillet et de septembre à octobre au Costa Rica.

## Systématique
- L'espèce Eumorpha megaeacus a été décrite par le naturaliste allemand Jacob Hübner en 18161 sous le nom initial de Daphnis megaeacus[1].

### Synonymie
- Daphnis megaeacus Hübner, 1819 Protonyme
- Sphinx eacus Cramer, 1780 [2]
- Eumorpha eacus